# Italiaans voetbalelftal in 2010
Het Italiaans voetbalelftal speelde twaalf interlands in het jaar 2010, waaronder drie duels bij het WK voetbal 2010 in Zuid-Afrika. De selectie stond onder leiding van bondscoach Marcello Lippi, die met zijn selectie strandde in de groepsfase van de WK-eindronde, waarna hij werd opgevolgd door Cesare Prandelli. Op de in 1993 geïntroduceerde FIFA-wereldranglijst zakte Italië in 2010 van de vierde (januari 2010) naar de veertiende plaats (december 2010).

## Balans
| Wedstrijden | Wedstrijden | Wedstrijden | Wedstrijden | Doelpunten | Doelpunten | Doelpunten | Punten |
| Gespeeld    | Winst       | Gelijk      | Verlies     | Voor       | Tegen      | Saldo      | Punten |
| ----------- | ----------- | ----------- | ----------- | ---------- | ---------- | ---------- | ------ |
| 12          | 2           | 7           | 3           | 14         | 11         | +3         | 0.917  |

## Interlands
|                                                              |          |       |        |                                                                                |
| 3 maart Vriendschappelijk № 700 «onderlinge duels» 20:50 uur | Kameroen | 0 – 0 | Italië | Stade Louis II, Monaco Toeschouwers: 10.752 Scheidsrechter: Saïd Ennjimi (FRA) |
| 3 maart Vriendschappelijk № 700 «onderlinge duels» 20:50 uur |          |       |        | Stade Louis II, Monaco Toeschouwers: 10.752 Scheidsrechter: Saïd Ennjimi (FRA) |

|                                                             |                      |       |                                    |                                                                                           |
| 3 juni Vriendschappelijk № 701 «onderlinge duels» 19:15 uur | Italië               | 1 – 2 | Mexico                             | Koning Boudewijnstadion, Brussel Toeschouwers: 30.000 Scheidsrechter: Johan Verbist (BEL) |
| 3 juni Vriendschappelijk № 701 «onderlinge duels» 19:15 uur | Leonardo Bonucci 89' |       | 17' Carlos Vela 84' Alberto Medina | Koning Boudewijnstadion, Brussel Toeschouwers: 30.000 Scheidsrechter: Johan Verbist (BEL) |

|                                                             |                  |       |                        |                                                                                     |
| 5 juni Vriendschappelijk № 702 «onderlinge duels» 20:45 uur | Zwitserland      | 1 – 1 | Italië                 | Stade de Genève, Genève Toeschouwers: 30.000 Scheidsrechter: Hervé Piccirillo (FRA) |
| 5 juni Vriendschappelijk № 702 «onderlinge duels» 20:45 uur | Gökhan Inler 10' |       | 14' Fabio Quagliarella | Stade de Genève, Genève Toeschouwers: 30.000 Scheidsrechter: Hervé Piccirillo (FRA) |

| WK voetbal 2010 |
| --------------- |

|                                                                 |                     |                  |                      |                                                                                         |
| 14 juni WK-eindronde Groep F № 703 «onderlinge duels» 20:30 uur | Paraguay            | 1 – 1            | Italië               | Cape Town Stadium, Kaapstad Toeschouwers: 62.869 Scheidsrechter: Benito Archundia (MEX) |
| 14 juni WK-eindronde Groep F № 703 «onderlinge duels» 20:30 uur | Antolín Alcaraz 39' | Wedstrijdverslag | 63' Daniele De Rossi | Cape Town Stadium, Kaapstad Toeschouwers: 62.869 Scheidsrechter: Benito Archundia (MEX) |

|                                                                 |                 |                  |                              |                                                                                      |
| 20 juni WK-eindronde Groep F № 704 «onderlinge duels» 16:00 uur | Nieuw-Zeeland   | 1 – 1            | Italië                       | Mbombela Stadium, Nelspruit Toeschouwers: 38.229 Scheidsrechter: Carlos Batres (GUA) |
| 20 juni WK-eindronde Groep F № 704 «onderlinge duels» 16:00 uur | Shane Smeltz 7' | Wedstrijdverslag | 29' (pen.) Vincenzo Iaquinta | Mbombela Stadium, Nelspruit Toeschouwers: 38.229 Scheidsrechter: Carlos Batres (GUA) |

|                                                                 |                                                       |       |                                                |                                                                                |
| 24 juni WK-eindronde Groep F № 705 «onderlinge duels» 16:00 uur | Slowakije                                             | 3 – 2 | Italië                                         | Ellispark, Johannesburg Toeschouwers: 53.412 Scheidsrechter: Howard Webb (ENG) |
| 24 juni WK-eindronde Groep F № 705 «onderlinge duels» 16:00 uur | Róbert Vittek 25' Róbert Vittek 73' Kamil Kopúnek 89' |       | 81' Antonio Di Natale 90+2' Fabio Quagliarella | Ellispark, Johannesburg Toeschouwers: 53.412 Scheidsrechter: Howard Webb (ENG) |

|  |  |  |  |  |  |  |  |  |

|                                                                  |                |       |        |                                                                                  |
| 10 augustus Vriendschappelijk № 706 «onderlinge duels» 20:45 uur | Ivoorkust      | 1 – 0 | Italië | Boleyn Ground, Londen Toeschouwers: 11.177 Scheidsrechter: Martin Atkinson (ENG) |
| 10 augustus Vriendschappelijk № 706 «onderlinge duels» 20:45 uur | Kolo Touré 55' |       |        | Boleyn Ground, Londen Toeschouwers: 11.177 Scheidsrechter: Martin Atkinson (ENG) |

|                                                                |                   |       |                                          |                                                                                   |
| 3 september EK-kwalificatie № 707 «onderlinge duels» 19:30 uur | Estland           | 1 – 2 | Italië                                   | A. Le Coq Arena, Tallinn Toeschouwers: 9.000 Scheidsrechter: Carlos Velasco (ESP) |
| 3 september EK-kwalificatie № 707 «onderlinge duels» 19:30 uur | Sergei Zenjov 31' |       | 60' Antonio Cassano 63' Leonardo Bonucci | A. Le Coq Arena, Tallinn Toeschouwers: 9.000 Scheidsrechter: Carlos Velasco (ESP) |

|                                                                | |       |         |                                                                                              |
| 7 september EK-kwalificatie № 708 «onderlinge duels» 20:50 uur | Italië                                                                                                 | 5 – 0 | Faeröer | Stadio Artemio Franchi, Firenze Toeschouwers: 19.266 Scheidsrechter: Aleksej Koelbakov (BLR) |
| 7 september EK-kwalificatie № 708 «onderlinge duels» 20:50 uur | Alberto Gilardino 12' Daniele De Rossi 22' Antonio Cassano 27' Fabio Quagliarella 81' Andrea Pirlo 90' |       |         | Stadio Artemio Franchi, Firenze Toeschouwers: 19.266 Scheidsrechter: Aleksej Koelbakov (BLR) |

|                                                              |               |       |        |                                                                               |
| 8 oktober EK-kwalificatie № 709 «onderlinge duels» 19:45 uur | Noord-Ierland | 0 – 0 | Italië | Windsor Park, Belfast Toeschouwers: 14.000 Scheidsrechter: Tony Chapron (FRA) |
| 8 oktober EK-kwalificatie № 709 «onderlinge duels» 19:45 uur |               |       |        | Windsor Park, Belfast Toeschouwers: 14.000 Scheidsrechter: Tony Chapron (FRA) |

|                                                               |        |       |        |                                                                                       |
| 12 oktober EK-kwalificatie № 710 «onderlinge duels» 20:00 uur | Italië | 3 – 0 | Servië | Stadio Luigi Ferraris, Genua Toeschouwers: 30.000 Scheidsrechter: Craig Thomson (SCO) |
| 12 oktober EK-kwalificatie № 710 «onderlinge duels» 20:00 uur |        |       |        | Stadio Luigi Ferraris, Genua Toeschouwers: 30.000 Scheidsrechter: Craig Thomson (SCO) |

|                                                                  |                           |       |                    |                                                                                            |
| 17 november Vriendschappelijk № 711 «onderlinge duels» 20:30 uur | Italië                    | 1 – 1 | Roemenië           | Wörthersee Stadion, Klagenfurt Toeschouwers: 14.000 Scheidsrechter: Thomas Einwaller (AUT) |
| 17 november Vriendschappelijk № 711 «onderlinge duels» 20:30 uur | Ciprian Marica 82' (e.d.) |       | 34' Ciprian Marica | Wörthersee Stadion, Klagenfurt Toeschouwers: 14.000 Scheidsrechter: Thomas Einwaller (AUT) |

## FIFA-wereldranglijst
| JAN | FEB | MAR | APR | MEI | JUN | JUL | AUG | SEP | OKT | NOV | DEC |
| --- | --- | --- | --- | --- | --- | --- | --- | --- | --- | --- | --- |
| 4   | 4   | 5   | 5   | 5   |     | 11  | 11  | 13  | 16  | 14  | 14  |

## Statistieken
| Federico Marchetti   | 1983-02-07 | Cagliari        | 4  | 1 | 0 |     |   |
| Emiliano Viviano     | 1985-12-01 | Bologna         | 4  | 0 | 0 |     |   |
| Gianluigi Buffon     | 1978-01-28 | Juventus        | 2  | 0 | 0 | 102 | 0 |
| Salvatore Sirigu     | 1987-01-12 | US Palermo      | 2  | 0 | 0 | 2   | 0 |
| Verdediging          |            |                 |    |   |   |     |   |
| Giorgio Chiellini    | 1984-08-14 | Juventus        | 10 | 0 | 0 |     |   |
| Leonardo Bonucci     | 1987-05-01 | Juventus        | 8  | 0 | 2 | 8   | 2 |
| Domenico Criscito    | 1986-12-30 | Genoa CFC       | 7  | 1 | 0 |     |   |
| Gianluca Zambrotta   | 1977-02-19 | AC Milan        | 6  | 0 | 0 |     |   |
| Fabio Cannavaro      | 1973-09-13 | Al-Ahli FC      | 5  | 0 | 0 |     |   |
| Mattia Cassani       | 1983-08-26 | US Palermo      | 2  | 3 | 0 |     |   |
| Christian Maggio     | 1982-02-11 | SSC Napoli      | 2  | 2 | 0 |     |   |
| Cristian Molinaro    | 1983-07-30 | VfB Stuttgart   | 2  | 0 | 0 |     |   |
| Luca Antonelli       | 1987-02-11 | Genoa CFC       | 1  | 1 | 0 |     |   |
| Salvatore Bocchetti  | 1986-11-30 | Rubin Kazan     | 1  | 1 | 0 |     |   |
| Federico Balzaretti  | 1981-12-06 | US Palermo      | 1  | 0 | 0 |     |   |
| Lorenzo De Silvestri | 1988-05-23 | AC Fiorentina   | 1  | 0 | 0 |     |   |
| Marco Motta          | 1986-05-14 | Juventus        | 1  | 0 | 0 |     |   |
| Andrea Ranocchia     | 1988-02-16 | Internazionale  | 1  | 0 | 0 |     |   |
| Davide Santon        | 1991-01-02 | AC Cesena       | 1  | 0 | 0 |     |   |
| Middenveld           |            |                 |    |   |   |     |   |
| Daniele De Rossi     | 1983-07-24 | AS Roma         | 9  | 2 | 2 |     |   |
| Andrea Pirlo         | 1979-05-19 | AC Milan        | 6  | 2 | 1 |     |   |
| Riccardo Montolivo   | 1985-01-18 | AC Fiorentina   | 6  | 2 | 0 |     |   |
| Claudio Marchisio    | 1986-01-19 | Juventus        | 4  | 3 | 0 |     |   |
| Angelo Palombo       | 1981-09-25 | Sampdoria       | 3  | 3 | 0 |     |   |
| Stefano Mauri        | 1980-01-08 | Lazio Roma      | 3  | 0 | 0 |     |   |
| Gennaro Gattuso      | 1978-01-09 | AC Milan        | 2  | 1 | 0 |     |   |
| Andrea Cossu         | 1980-05-03 | Cagliari        | 2  | 0 | 0 | 2   | 0 |
| Alberto Aquilani     | 1984-07-07 | Juventus        | 1  | 0 | 0 |     |   |
| Cristian Ledesma     | 1982-09-24 | Lazio Roma      | 1  | 0 | 0 |     |   |
| Mauro Camoranesi     | 1976-10-04 | CA Lanús        | 0  | 2 | 0 |     |   |
| Aanval               |            |                 |    |   |   |     |   |
| Simone Pepe          | 1983-08-30 | Juventus        | 6  | 2 | 0 |     |   |
| Antonio Cassano      | 1982-07-12 | AC Milan        | 5  | 0 | 2 |     |   |
| Alberto Gilardino    | 1982-07-05 | AC Fiorentina   | 4  | 2 | 1 |     |   |
| Vincenzo Iaquinta    | 1979-11-21 | Juventus        | 4  | 1 | 1 |     |   |
| Giampaolo Pazzini    | 1984-08-02 | Internazionale  | 3  | 6 | 0 |     |   |
| Antonio Di Natale    | 1977-10-13 | Udinese         | 3  | 3 | 1 |     |   |
| Giuseppe Rossi       | 1987-02-01 | Villarreal CF   | 2  | 2 | 0 |     |   |
| Marco Borriello      | 1982-06-18 | AS Roma         | 2  | 1 | 0 |     |   |
| Mario Balotelli      | 1990-08-12 | Manchester City | 2  | 0 | 0 |     |   |
| Fabio Quagliarella   | 1983-01-31 | Juventus        | 1  | 7 | 3 |     |   |
| Amauri               | 1980-06-03 | Parma           | 1  | 0 | 0 |     |   |
| Alessandro Diamanti  | 1983-05-02 | Brescia         | 1  | 0 | 0 |     |   |